# United American Lines
United American Lines — общепринятое название American Shipping and Commercial Corporation, транспортной пароходной компании, основанной в 1920 году Уильямом Авереллом Гарриманом, членом влиятельной семьи Гарриманов. Штаб-квартира находилась в Нью-Йорке. Компания занималась трансатлантическими перевозками в тесном сотрудничестве с немецкой ГАПАГ (нем. Hamburg Amerikanische Packetfahrt Actien Gesellschaft, HAPAG).
Уильям Гарриман создал компанию на деньги матери, чтобы уйти от влияния своего отца — Эдварда Гарримана, железнодорожного магната. Выходя на новый для себя транспортный рынок, удачно использовал сложившуюся на тот момент ситуацию. Экономика Германии, разрушенная Первой мировой войной, остро нуждалась в иностранных инвестициях.
Корабли пароходства, легко узнаваемые по жёлтой дымовой трубе с двумя тонкими синими полосами, как правило, ходили по маршруту Нью-Йорк—Шербур—Булонь-сюр-Мер—Саутгемптон—Плимут—Гамбург. Вторая линия движения пролегала из Нью-Йорка в Сан-Франциско через Панамский канал.
Неискушённость Гарримана и снижение потока иммиграции в США привели к тому, что в совместном предприятии стал доминировать ГАПАГ. Миллионы долларов уходили в Германию. В итоге в 1926 году предприятие было продано ГАПАГ.

## Лайнеры пароходства
| Год         | Имя           | Тоннаж, брт | Верфь                              |
| 1920 (1904) | Mount Clay    | 8 865       | AG Vulcan Stettin, Штеттин         |
| 1921        | Mount Clinton | 7 510       | Bethlehem SB Corp., Sparrows Point |
| 1921        | Mount Carroll | 7 469       | Bethlehem SB Corp., Sparrows Point |
| 1922 (1920) | Reliance      | 19 980      | J. C. Tecklenborg AG, Geestemünde  |
| 1922 (1920) | Resolute      | 19 980      | Bremer Vulkan AG, Vegesack         |
| 1923 (1909) | Cleveland     | 16 960      | Blohm & Voss AG, Hamburg           |